# Roger Rigollet
Pour les articles homonymes, voir Rigollet.
Roger Rigollet (1909-1981) est un astronome français.

## Biographie
L'intérêt pour l'astronomie de Rigollet s'est exprimé dans de nombreux domaines : il s'est surtout intéressé à l'observation des étoiles variables, le code de son observatoire pour les étoiles variables était RTR, mais il s'est également investi dans l'observation et l'étude des météores,,, des bolides,, des comètes, des astéroïdes, des premiers satellites artificiels. Les activités astronomiques de Rigollet ont fait l'objet de publications sous la forme de nombreux articles publiés tant dans les magazines amateurs populaires que dans les revues professionnelles.

## Découvertes
En 1946, il découvrit la nova V890 dans la constellation de l'Aigle, mais il constata ensuite qu'il s'agissait de l'astéroïde (258) Tyché. En 1947, il découvrit une étoile variable dans la constellation d'Ophiuchus suivi par trois autres en 1948 dans la constellation des Gémeaux. Rigollet fut l'un des découvreurs de la comète périodique 35P/Herschel-Rigollet : cette comète fut précédemment découverte par Caroline Herschel le 21 décembre 1788 et à cette époque, on pensait qu'il s'agissait d'une comète à l'orbite parabolique qui n'était pas censée revenir ; or elle fut redécouverte le 28 juillet 1939 par Rigollet. Il fut aussi le découvreur indépendant de la comète C/1939 H1 (Jurlof-Achmarof-Hassel).

## Récompenses
- En 1940 il reçut la 173e Médaille Comète Donohoe de la Société Astronomique du Pacifique[16].
- En 1945 il reçut le Prix Camille Flammarion de la Société Astronomique de France[17].